# Railyards Stadium
O Railyards Stadium será um estádio específico de futebol planejado para ter 21.000 lugares a ser construído em Sacramento, Califórnia . Será a casa do Sacramento Republic FC, clube da USL que entrará na Major League Soccer em 2023. O estádio faz parte do projeto de reabilitação de Sacramento Railyards. Foi aprovado por unanimidade em abril de 2019 pelo Conselho Municipal de Sacramento,    e o estádio está programado para ser concluído no início da temporada de 2023 MLS.

## História
Após o anúncio de que o Sacramento iria para a Major League Soccer, a construção do estádio deveria começar no verão de 2020, e a inauguração em 2022, mas a pandemia de COVID-19 atrasou a mudança, e a previsão passou para 2023. Atualmente a construção do estádio está prevista para começar no outono de 2020.

## Eventos importantes

### Futebol universitário
Em 14 de outubro de 2020, a NCAA anunciou que o estádio sediará as semifinais e finais do torneio de futebol NCAA College Cup em 2024 e 2025; o torneio masculino em 2024 e a Women's College Cup em 2025. 